# Уилсон, Шири
Шири Жульен Уилсон (англ. Sheree J. Wilson; род. 12 декабря 1958, Рочестер, Миннесота) — американская актриса и продюсер, наиболее известная по своим ролям Эйприл Стивенс Юинг в телесериале «Даллас» (1986—1990) и Алекс Кэхилл в «Крутой Уокер: правосудие по-техасски» (1993—2001).

## Ранняя жизнь
Шири Жульен Уилсон родилась в Рочестере, штат Миннесота, а в возрасте девяти лет переехала в Колорадо, где закончила Колорадский университет в Боулдере.

## Карьера
Уилсон начала свою карьеру как модель снимаясь в рекламе и для модных журналов. После трех лет работы моделью, Уилсон переехала в Лос-Анджелес, где и дебютировала в кинофильме «Волна преступности». В следующем году она сыграла главную роль в фильме «Студенческие каникулы» а также появилась в нескольких телефильмах. Её первая регулярная роль на телевидении была в сериале «Наша честная семья», который был закрыт после одного сезона в начале 1986 года.
В 1986 году Уилсон получила роль Эйприл Стивенс, умной, богатой и роковой женщины, в популярном телесериале «Даллас». Хотя изначально продюсеры намеревались изобразить её героиню злодейкой, в ходе развития сюжета её характер значительно изменился. В конце концов Эйприл стала второй женой Бобби Юинга, а также главной героиней в последних сезонах.
Уилсон снималась в «Далласе» последующие пять сезонов прежде чем ей пришлось покинуть его по причине беременности в середине сезона 1990—1991, финального для сериала. Её персонажа убила Сьюзан Луччи, во время медового месяца Эйприл с Бобби в Париже. Это принесло Уилсон премию «Дайджеста мыльных опер» за лучшую сцену смерти. С 1988 по 1991 год она четырежды номинировалась на эту премию в других категориях.
В 1993 году Шири Дж. Уилсон вернулась на телевидение с главной женской ролью в сериале «Крутой Уокер: правосудие по-техасски» вместе с Чаком Норрисом. Она снималась в сериале вплоть до его финала в 2001 году. В 1994 году она вновь снялась на экране вместе с Чаком Норрисом в фильме «Порождение ада», а после повторила свою роль в телефильме «Крутой Уокер: Испытание огнём». В последующие годы Уилсон появлялась на экранах редко, в основном периодически снималась в независимых и телевизионных фильмах, которые сама же и продюсировала.

## Личная жизнь
Уилсон разведена, у неё двое детей. В настоящее время она проживает в Марина-дель-Рей, штат Калифорния со своими детьми.

## Фильмография
| Год       | Название на русском                    | Название на английском                  | Роль                        | Примечания     |
| --------- | -------------------------------------- | --------------------------------------- | --------------------------- | -------------- |
| 1984      | Бархат                                 | Velvet                                  | Ellen Stockwell             |                |
| 1984      | Скрываемый факт                        | Cover Up                                | Rachel                      | 1 эпизод       |
| 1985-1986 | Наша честная семья                     | Our Family Honor                        | Rita Danzig                 | 13 эпизодов    |
| 1985      | Волна преступности                     | Crimewave                               | Nancy                       |                |
| 1985      | Студенческие каникулы                  | Fraternity Vacation                     | Ashley Taylor               |                |
| 1986      | Новости в 11:00                        | News at Eleven                          | Christine Arnold            |                |
| 1986-1991 | Даллас                                 | Dallas                                  | Эйприл Стивенс Юинг         | 109 эпизодов   |
| 1991      | Мэтлок                                 | Matlock                                 | Claire Mayfield             | 1 эпизод       |
| 1992      | Отступник                              | Renegade                                | Lisa Stone                  | 1 эпизод       |
| 1994      | Прошедшее время                        | Past Tense                              | Emily Talbert               |                |
| 1994      | Крутой Уокер 3: Смертельное примирение | Walker Texas Ranger 3: Deadly Reunion]] | Alex Cahill                 |                |
| 1994      | Порождение ада                         | Hellbound                               | Leslie                      |                |
| 1999      | Сыновья грома                          | Sons of Thunder                         | Alex Cahill                 | 2 эпизода      |
| 1993-2001 | Крутой Уокер: правосудие по-техасски   | Walker, Texas Ranger                    | Alex Cahill                 | 189 эпизодов   |
| 2003      | Полуночная экспрессия                  | Midnight Expression                     | Mary Drake                  |                |
| 2004      | Пташка и пугало                        | Birdie and Bogey                        | Shelia                      |                |
| 2005      | Крутой Уокер: Испытание огнём          | Walker, Texas Ranger: Trial by Fire     | Alex Cahill                 |                |
| 2006      | Единственный свидетель                 | Killing Down                            | Rachel                      |                |
| 2006      | Хрупкость                              | Fragile                                 | Sophie                      |                |
| 2007      | Адский дождь                           | Anna’s Storm                            | Mayor Anna Davenport-Baxter |                |
| 2011      | Шальная пуля                           | The Gundown                             | Sarah Morgan                | Также продюсер |
| 2012      | Необычные раскопки                     | Dug Up                                  | Mona Walker                 | Также продюсер |
| 2012      | Повозка тюремщика                      | Jail Wagon                              | Martha                      | Также продюсер |
| 2013      | Подарок Санта Клаусу                   | Saving Santa                            | Bonnie Branson              |                |
| 2013      | Беспечный ездок: Снова в седле         | Easy Rider: The Ride Back               | Shane Williams              | Также продюсер |